# Benz Bz III
Der Benz Bz III ist ein Flugmotor der Benz & Cie., Rheinische Automobil- und Motorenfabrik AG. Der flüssigkeitsgekühlte Sechszylinder-Reihenmotor mit einem Hubraum von 14,3 Litern und einer Dauerleistung von 110 kW (150 PS) kam in verschiedenen Maschinen der Fliegertruppe des Deutschen Heeres zum Einbau. Bis Ende 1915 wurden ca. 3000 Stück gefertigt, bevor er im Laufe des Jahres 1916 vom Benz Bz IV mit 162 kW (220 PS) Leistung ersetzt wurde. Ebenfalls auf Basis des Bz III kam ab August 1917 der Benz Bz IIIa mit 15,2 Litern Hubraum und 135 kW (185 PS) zur Auslieferung. Es folgten V-Motoren mit acht und zwölf Zylindern (Benz Bz IIIb, Benz Bz VI).

## Konstruktion
Die seitlich untenliegende Nockenwelle betätigt über Stoßstangen und Kipphebel die hängenden Ventile. Die Zylinder sind einzeln auf dem Kurbelgehäuse angeordnet und verfügen über einen separaten Wassermantel. Jeder Zylinder besitzt zwei Zündkerzen (Doppelzündung). Die Ansaugluft wird durch das Kurbelgehäuse den beiden Vergasern (Benz FX: ein Vergaser) zugeführt. Das Kühlwasser wird mit einer Pumpe umgewälzt. Die Zündanlage besteht aus zwei Bosch-Magnetzündern.

### Kaiserpreis
Der Benz Bz III (Herstellerbezeichnung: Type FF) ging aus dem beim ersten Kaiserpreis-Wettbewerb für Flugmotoren im Januar 1913 siegreichen Vierzylindermotor Benz FX hervor. Die grundlegenden Konstruktionsmerkmale des Benz FX wurden auch in den folgenden Modellen übernommen, wobei der Benz Bz III nur aus der Erweiterung des FX um zwei Zylinder entstand:

### Benz Bz I und Benz Bz II
Parallel mit dem Benz Bz III wurden nach dem gleichen Konstruktionsprinzip auch die beiden kleineren Sechszylinder-Flugmotoren Benz Bz I mit 75 kW (100 PS) und Benz Bz II mit 80 kW (110 PS) entwickelt.

## Weiterentwicklungen
Im Februar 1916 kam der Sechszylinder-Reihenmotor Benz Bz IV zur Abnahme. Der mit 30 Prozent mehr Hubraum und Vierventiltechnik erheblich stärkere Bz IV wurde über 6000 mal produziert. Von den beiden V-Motoren Benz IIIb (8 Zylinder, als IIIc ohne Propellergetriebe) und VI (12 Zylinder) wurden nur geringe Stückzahlen gebaut (zusammen 180 Stück der Typen IIIb/IIIc). Der Bz VI kam bei den Zeppelin-Staaken-Riesenflugzeugen der Baureihe R.XVI erstmals zum Einsatz.

## Technische Daten
|                       | Benz FX               | Bz I                  | Bz II                  | Bz III                 | Bz IIIb                  | Bz IV                  | Bz VI                     |
| --------------------- | --------------------- | --------------------- | ---------------------- | ---------------------- | ------------------------ | ---------------------- | ------------------------- |
| Bauform               | Vierzylinder-Reihe    | Sechszylinder-Reihe   | Sechszylinder-Reihe    | Sechszylinder-Reihe    | Achtzylinder-V (90 Grad) | Sechszylinder-Reihe    | Zwölfzylinder-V (60 Grad) |
| Ventile               | 2 pro Zylinder        | 2 pro Zylinder        | 2 pro Zylinder         | 2 pro Zylinder         | 3 pro Zylinder           | 4 pro Zylinder         | 4 pro Zylinder            |
| Dauerleistung         | 75 kW (100 PS)        | 70 kW (95 PS)         | 90 kW (122 PS)         | 110 kW (150 PS)        | 145 kW (195 PS)          | 162 kW (220 PS)        | 380 kW (520 PS)           |
| Hubraum Bohrung × Hub | 9,6 l 130 mm × 180 mm | 7,9 l 106 mm × 150 mm | 10,1 l 116 mm × 160 mm | 14,3 l 130 mm × 180 mm | 13,7 l 125 mm × 140 mm   | 18,8 l 145 mm × 190 mm | 45,6 l 175 mm × 190 mm    |
| Trockenmasse          | 155 kg                | 162 kg                | 213 kg                 | 270 kg                 | 271 kg                   | 370 kg                 | 746 kg                    |